# Valentin Sigismund von Redern und Probsthayn
Valentin Sigismund von Redern und Probsthayn (geb. 16. September 1733 in Liebichau (Schlesien); gest. 13. Januar 1790) war ein preußischer Landrat und Landschaftsdirektor.

## Leben
Valentin Sigismund von Redern und Probsthayn war der Sohn von Hans Sigismund von Redern und Probsthayn, Besitzer von Liebichau im Kreis Bunzlau (Schlesien). Valentin Sigismund besuchte zunächst das Seminarium zu Oels. Von 1751 (oder 1752) bis 1754 widmete er sich akademischen Studien an der Universität Halle. Im Anschluss kehrte er zurück in die schlesische Heimat. Dort übernahm er 1761 Ober-, Mittel,- und Nieder Steinsdorf. Später fungierte er zunächst als Marschkommissar, bevor er nachfolgfend Kreisdeputierter und 1781 Landschaftsdirektor im Fürstentum Liegnitz wurde. Am 28. September 1783 wurde er zum Nachfolger für den kurz zuvor verstorbenen Friedrich Reinhard von Redern und Probsthayn als Landrat des Kreises Goldberg ernannt. Das Amt als Landrat übte er bis 1790 aus, Nachfolger wurde Hans Christian Alexander von Schweinitz.

## Persönliches
Valentin Sigismund von Redern und Probsthayn vermählte sich am 23. September 1766 mit Eleonora Tugendreich von Bock aus dem Hause Putschlau im Glogauschen. Mit ihr hatte er drei Söhne, die jedoch in ihrer frühen Kindheit verstarben. 1785 verkaufte er Steinsdorf und erwarb stattdessen Ober- und Nieder Pilgramsdorf, Neuwiese und einen Anteil von Neudorf am Gröditzberge im Kreis Goldberg. Am 13. September 1790 starb er an den Folgen eines Entzündungsfiebers. Mit seinem Tod erlosch die uralte Linie des Geschlechts der Edlen von Redern und Probsthayn.